# Мун, Джулия
Джулия Хун Мун также известная под именем Мун Хун Сук (девичья фамилия Пак; род. 1 января 1963 года, Вашингтон, США) — артистка балета, прима-балерина и артистический директор компании «Юнивёрсал-балет» (Сеул, Южная Корея), невеста погибшего сына Мун Сон Мёна, основателя Церкви объединения, труппы «Юнивёрсал-балет» и других организаций.

## Биография

### Образование
Хун Сук Пак родилась в Вашингтоне в семье члена Церкви объединения Пак Похи, руководившего информагентством News World Communications (издававшим в числе прочих газету The Washington Times) и другими связанными с Церковью объединения организациями.
В возрасте 10 лет она поехала в Корею, чтобы начать заниматься танцем в детском хореографическом коллективе «Маленькие ангелы», созданном Мун Сон Мёном в 1962 году, участвовала в выступлениях ансамбля. «Сначала я интересовалась гимнастикой. Затем мне захотелось танцевать, но когда я поняла, какого огромного труда это требует, я чуть было не оставила занятия. Однако благодаря поддержке родителей я продолжила заниматься балетом» — говорила она. Джулия продолжила обучение в школе искусств Сонхва, также принадлежащей Мун Сон Мёну, а затем в Европе — в Школе королевского балета в Великобритании и в Академии классического танца принцессы Грейс в Монако. После окончания обучения танцевала в Балете Огайо, с 1982 года — в Балете Вашингтона.

### Юниверсал-балет
Хун Сук (Джулия) Пак была помолвлена с сыном Мун Сон Мёна Мун Хын Джином (1966—1984), который погиб в автомобильной катастрофе. В Корее была проведена церемония бракосочетания с призраком, и Джулия Пак стала считаться женой Муна.
В память о сыне Мун Сон Мён создал при Церкви объединения фонд, в том же 1984 году учредивший балетную труппу «Юнивёрсал-балет». Позднее Джулия заявила журналистам, что труппа была бы создана даже если бы церемонии бракосочетания не была проведена. Основательница Вашингтонского балета Мэри Дэй в своём интервью газете в «Нью-Йорк Таймс» в 1990 году так отозвалась о Джулии: «Она очень и очень милая девочка, чудесная балерина и просто хороший человек. Нам было жаль расстаться с ней, когда она вернулась в Корею чтобы заняться новой труппой». 
В 1986 году в Вашингтоне был учреждён Фонд Юнивёрсал-балета, через который управляется труппа. Первоначально театром руководили отец Джулии и Эдриэн Деллас, её педагог-репетитор. Пак Похи был президентом «Юниверсал-балета», с 2004 года — председатель совета директоров. Его дочь же была прима-балериной труппы. 
В конце 1980-х годов Мун Сон Мён решил наладить личные связи с Советским Союзом. Благодаря ему в декабре 1989 года Джулия Мун выступила в СССР, на сцене Ленинградского театра оперы и балета им. Кирова, исполнив партию в балете «Жизель». Для освещения её выступления Мун Сон Мён выкупил целую рекламную полосу в газете «Нью-Йорк Таймс». Публикация, рисующая его с положительной стороны, содержала его фотографию и интервью, взятое советским журналистом, в котором Мун заявил, что балет был «решающим шагом в развитии моих личных контактов с Советским Союзом». В 1990 году главный балетмейстер Театра оперы и балета им. Кирова Олег Виноградов взял на себя художественное руководство «Юнивёрсал-балета». В том же году по договорённости с Виноградовым Мун Сон Мён открыл для Джулии балетную школу в Вашингтоне, руководить которой был назначен тот же Виноградов. Чтобы заявить о связи с знаменитым советским театром, школу назвали «Кировской академией» (хотя в 1992 году Мариинскому театру было возвращено его историческое название, словосочетание «Кировский балет» не выходит из обихода). 
В 1993 году Джулия Мун так отозвалась о корейском стиле исполнения: «Я бы сказала, что по сравнению с японскими, китайскими или американскими балеринами, кореянки, выросшие и учившиеся здесь, более лиричны в своих движениях… Возможно, это идёт от корейского народного танца, который очень мягкий и лиричный». 
В 1994 году в Сеуле при труппе была учреждена «Академия Юнивёрсал-балета». В 1995 году Джулия заняла пост директора «Юнивёрсал-балета». В 1998 году «Юниверсал-балет» впервые гастролировал в США, при этом Джулия Мун заявила, что труппа отделена от Церкви объединения, и что кроме неё и ещё одного человека в труппе больше нет ни одного члена этой организации. 
В 2000 году в интервью «Дэйли Телеграф» Джулия Мун сказала: «Мне не достаёт качеств как балерины, так и директора. Иногда я желаю, чтобы я была просто никем, но поскольку данная компания лежит на мне, то мне кажется, если я буду колебаться и спотыкаться, она тоже будет спотыкаться». В 2001 году она танцевала главную партию в «Баядерке», в 2001 году — в «Сомнамбуле» Баланчина. В 2002 году оставила сцену. 
Согласно публикации в Press-Telegram Джулия Мун в качестве художественного руководителя затмевается присутствием харизматичных и полных энергии Мун Сон Мёна и Пака, вместе желающих создать в Корее балет мирового класса".
Кроме руководства труппой, Джулия Мун также была членом жюри международных балетных конкурсов в Хельсинки и в США.

## Признание и награды
- Орден за заслуги в области культуры от Министерства культуры, спорта и туризма Республики Корея;
- Премия «Артистка года» от Министерства культуры, спорта и туризма Республики Корея.